# فري بورت
فريبورت هي مقر مقاطعة ستيفنسون، إلينوي، الولايات المتحدة وأكبر مدنها. بلغ عدد سكانها في تعداد 2020 حوالي 23.973 نسمة، عمدة فريبورت هي جودي ميلر التي انتخبت عام 2017. تشتهر فريبورت لاستضافتها مناظرة لينكولن-دوغلاس الثانية عام 1858، وباعتبارها "مدينة بريتزل الولايات المتحدة الأمريكية"، بسبب مخبز ألماني محلي شهير أصبح معروفًا بإنتاج المخبروزات المملحة المشهورة بإسم (البريتزل) بعد افتتاحه في عام 1869.

## التركيبة السكانية
حدّد مكتب تعداد الولايات المتحدة بيانات التركيبة السكانية لفري بورت في تعداد الولايات المتحدة. في ما يلي، التركيبة السكانية حسب تعدادي 2000 و2010.

### تعداد عام 2000
بلغ عدد سكان فري بورت 26,443 نسمة بحسب تعداد عام 2000، وبلغ عدد الأسر 11,222 أسرة وعدد العائلات 6,849 عائلة مقيمة في المدينة. في حين سجلت الكثافة السكانية 858.8 نسمة لكل كيلومتر مربع (2,224.3/ميل2). وبلغ عدد الوحدات السكنية 12,471 وحدة بمتوسط كثافة قدره 405 لكل كيلومتر مربع (1,048.9/ميل2).
وتوزع التركيب العرقي للمدينة بنسبة 81.77% من البيض و13.81% من الأمريكيين الأفارقة و0.19% من الأمريكيين الأصليين و0.97% من الأمريكيين ذوي الأصول الآسيوية و0.04% من سكان جزر المحيط الهادئ و1% من الأعراق الأخرى و2.22% من عرقين مختلطين أو أكثر و2.12% من الهسبانيون أو اللاتينيون من أي عرق.
بلغ عدد الأسر 11,222 أسرة كانت نسبة 30.7% منها لديها أطفال تحت سن الثامنة عشر تعيش معهم، وبلغت نسبة الأزواج القاطنين مع بعضهم البعض 45.1% من أصل المجموع الكلي للأسر، ونسبة 12.6% من الأسر كان لديها معيلات من الإناث دون وجود شريك، بينما كانت نسبة 3.4% من الأسر لديها معيلون من الذكور دون وجود شريكة وكانت نسبة 39% من غير العائلات. تألفت نسبة 33.7% من أصل جميع الأسر من عدة أفراد يعيشون في نفس المنزل ونسبة 15.1% كانت تتألف من شخص يعيش بمفرده يبلغ من العمر 65 عاماً أو أكثر. وبلغ متوسط حجم الأسرة المعيشية 2.29، أما متوسط حجم العائلات فبلغ 2.93.
بلغ العمر الوسطي للسكان 37.9 عاماً. وكانت نسبة 24.4% من القاطنين تحت سن الثامنة عشر، وكانت نسبة 8.3% بين الثامنة عشر والرابعة والعشرين عاماً، ونسبة 27.2% كانت واقعةً في الفئة العمرية ما بين الخامسة والعشرين والرابعة والأربعين عاماً، ونسبة 20.9% كانت ما بين الخامسة والأربعين والرابعة والستين، ونسبة 16.4% كانت ضمن فئة الخامسة والستين عاماً فما فوق. يوجد لكل 100 أنثى 87.8 ذكر، ويوجد لكل 100 أنثى في الثامنة عشر من عمرها فما فوق 84.5 ذكر.
بلغ متوسط دخل الأسرة في المدينة 35,399 دولارًا، أما متوسط دخل العائلة فبلغ 43,787 دولارًا. وكان متوسط دخل الذكور 35,870 دولارًا مقابل 25,095 دولارًا للإناث. وسجل دخل الفرد الخاص بالمدينة 18,680 دولارًا. وكانت نسبة 9.9% من العائلات ونسبة 13.1% من السكان تحت خط الفقر، وكان من هؤلاء نسبة 19% تحت سن الثامنة عشر ونسبة 9.5% في الخامسة والستين من العمر وما فوق.

### تعداد عام 2010
بلغ عدد سكان فري بورت 25,638 نسمة بحسب تعداد عام 2010، وبلغ عدد الأسر 11,032 أسرة وعدد العائلات 6,403 عائلة مقيمة في المدينة. في حين سجلت الكثافة السكانية 832.7 نسمة لكل كيلومتر مربع (2,156.7/ميل2). وبلغ عدد الوحدات السكنية 12,396 وحدة بمتوسط كثافة قدره 402.6 لكل كيلومتر مربع (1,042.7/ميل2).
وتوزع التركيب العرقي للمدينة بنسبة 77.13% من البيض و16.21% من الأمريكيين الأفارقة و0.21% من الأمريكيين الأصليين و0.85% من الأمريكيين ذوي الأصول الآسيوية و0.03% من سكان جزر المحيط الهادئ و1.79% من الأعراق الأخرى و3.77% من عرقين مختلطين أو أكثر و4.12% من الهسبانيون أو اللاتينيون من أي عرق.
بلغ عدد الأسر 11,032 أسرة كانت نسبة 27.9% منها لديها أطفال تحت سن الثامنة عشر تعيش معهم، وبلغت نسبة الأزواج القاطنين مع بعضهم البعض 39% من أصل المجموع الكلي للأسر، ونسبة 14.8% من الأسر كان لديها معيلات من الإناث دون وجود شريك، بينما كانت نسبة 4.2% من الأسر لديها معيلون من الذكور دون وجود شريكة وكانت نسبة 42% من غير العائلات. تألفت نسبة 36.4% من أصل جميع الأسر من عدة أفراد يعيشون في نفس المنزل ونسبة 15.8% كانت تتألف من شخص يعيش بمفرده يبلغ من العمر 65 عاماً أو أكثر. وبلغ متوسط حجم الأسرة المعيشية 2.26، أما متوسط حجم العائلات فبلغ 2.92.
بلغ العمر الوسطي للسكان 41.3 عاماً. وكانت نسبة 23.1% من القاطنين تحت سن الثامنة عشر، وكانت نسبة 8.4% بين الثامنة عشر والرابعة والعشرين عاماً، ونسبة 22.7% كانت واقعةً في الفئة العمرية ما بين الخامسة والعشرين والرابعة والأربعين عاماً، ونسبة 26.6% كانت ما بين الخامسة والأربعين والرابعة والستين، ونسبة 19.1% كانت ضمن فئة الخامسة والستين عاماً فما فوق. وتوزع التركيب الجنسي للسكان بنسبة 46.8% ذكور و53.2% إناث.

## المناخ
يظهر الجدول التالي التغييرات المناخية على مدار السنة لفري بورت:
| البيانات المناخية لـفري بورت                                                                               | البيانات المناخية لـفري بورت | البيانات المناخية لـفري بورت | البيانات المناخية لـفري بورت | البيانات المناخية لـفري بورت | البيانات المناخية لـفري بورت | البيانات المناخية لـفري بورت | البيانات المناخية لـفري بورت | البيانات المناخية لـفري بورت | البيانات المناخية لـفري بورت | البيانات المناخية لـفري بورت | البيانات المناخية لـفري بورت | البيانات المناخية لـفري بورت | البيانات المناخية لـفري بورت |
| الشهر | يناير                        | فبراير                       | مارس                         | أبريل                        | مايو                         | يونيو                        | يوليو                        | أغسطس                        | سبتمبر                       | أكتوبر                       | نوفمبر                       | ديسمبر                       | المعدل السنوي                |
| --- | ---------------------------- | ---------------------------- | ---------------------------- | ---------------------------- | ---------------------------- | ---------------------------- | ---------------------------- | ---------------------------- | ---------------------------- | ---------------------------- | ---------------------------- | ---------------------------- | ---------------------------- |
| متوسط درجة الحرارة الكبرى °ف (°م)                                                                          | 25 (−4)                      | 30 (−1)                      | 43 (6)                       | 57 (14)                      | 70 (21)                      | 79 (26)                      | 82 (28)                      | 81 (27)                      | 73 (23)                      | 61 (16)                      | 45 (7)                       | 30 (−1)                      | 56 (14)                      |
| متوسط درجة الحرارة الصغرى °ف (°م)                                                                          | 9 (−13)                      | 14 (−10)                     | 25 (−4)                      | 36 (2)                       | 46 (8)                       | 57 (14)                      | 63 (17)                      | 59 (15)                      | 50 (10)                      | 39 (4)                       | 28 (−2)                      | 16 (−9)                      | 37 (3)                       |
| الهطول إنش (مم)                                                                                            | 1.33 (33.8)                  | 1.33 (33.8)                  | 2.14 (54.4)                  | 3.2 (82)                     | 3.96 (100.6)                 | 4.46 (113.3)                 | 3.57 (90.7)                  | 4.11 (104.4)                 | 3.67 (93.2)                  | 2.58 (65.5)                  | 2.69 (68.3)                  | 1.72 (43.7)                  | 34.76 (883.7)                |
| متوسط تساقط الثلوج إنش (سم)                                                                                | 8.0 (20)                     | 9.2 (23)                     | 3.9 (9.9)                    | 0.7 (1.8)                    | 0.0 (0.0)                    | 0.0 (0.0)                    | 0.0 (0.0)                    | 0.0 (0.0)                    | 0.0 (0.0)                    | 0.1 (0.25)                   | 1.9 (4.8)                    | 10.4 (26)                    | 34.2 (85.75)                 |
| المصدر #1: weather.com                                                                                     |                              |                              |                              |                              |                              |                              |                              |                              |                              |                              |                              |                              |                              |
| المصدر #2: Monthly Total Snowfall for FREEPORT WASTE WTR PL, IL - 1999-2000 to 2017-2018(average snowfall) |                              |                              |                              |                              |                              |                              |                              |                              |                              |                              |                              |                              |                              |

## أعلام
- تشارلز غيتو
- ألفرد أ. كوهن
- كارل كاين
- كاليستا فلوكهارت
- لويلا بارسونز
- إيلويز برينرد
- ويليام روكفلر سينيور
- ويليام ريتشارد جونسون